# Горчаков Костянтин Олександрович
Костянтин Олександрович Горчаков (5 грудня 1841, Санкт-Петербург, Російська імперія — 20 квітня 1926, Париж, Франція) — київський віце-губернатор (1877—1878), шталмейстер, таємний радник з роду Горчакових, князь.

## Життєпис
Народився в Санкт-Петербурзі 5 грудня 1841. Син і спадкоємець державного канцлера Олександра Михайловича Горчакова, власник пишного будинку № 17 на Великій Монетній, а також земель в Полтавській губернії.
Ясновельможний князь володів нерухомістю в Одесі, зокрема на Молдаванці — будинок № 15 по вулиці Степовій.
Після Жовтневої революції в еміграції у Франції.
Помер в 1926 в Парижі. Похований на кладовищі Батіньоль.

## Родина

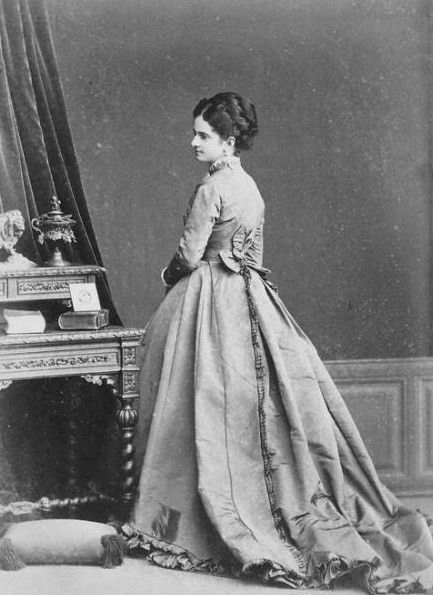
Марія Михайлівна Горчакова

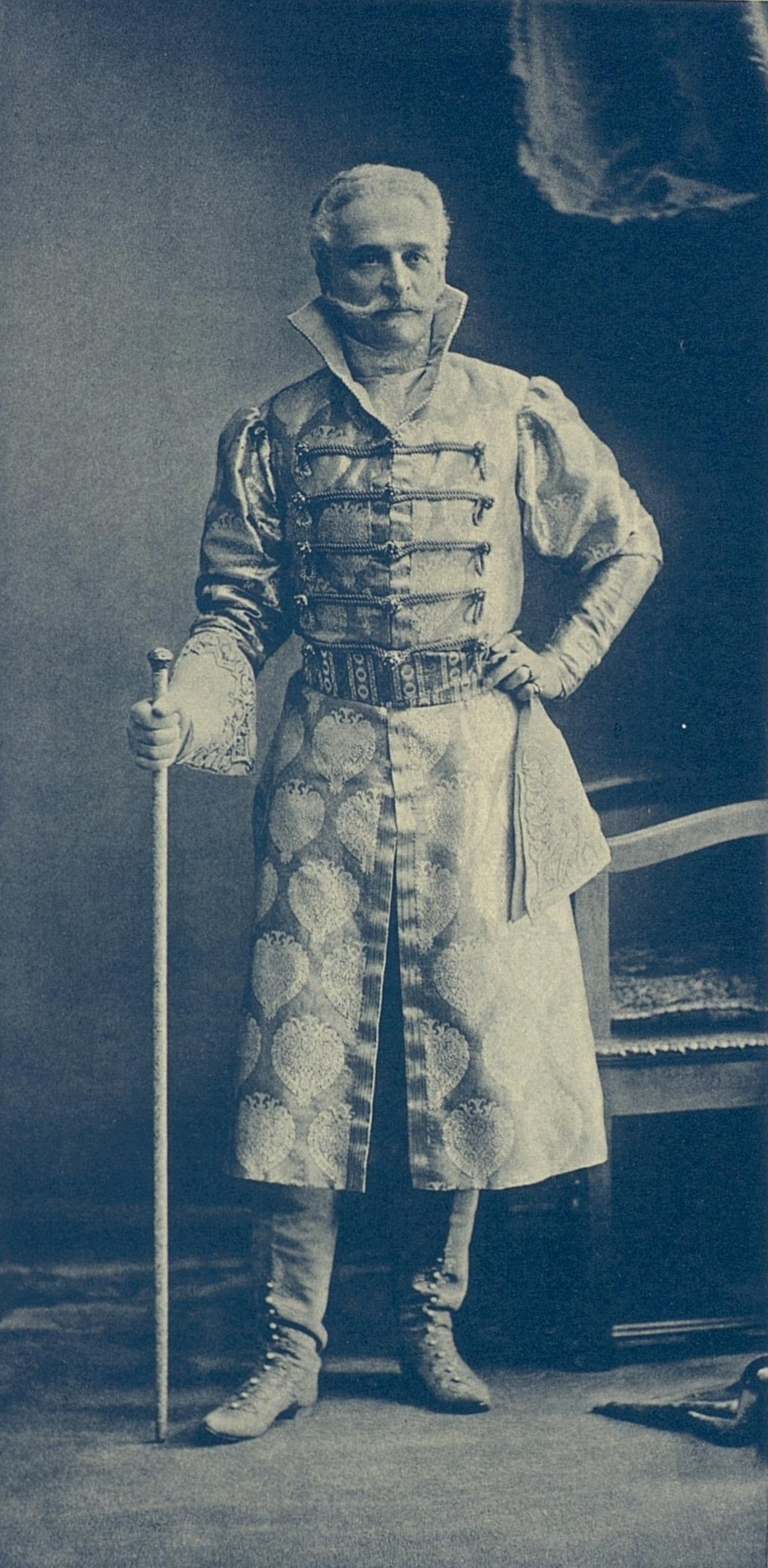
Костянтин Горчаков на посаді шталмейстера (в костюмі боярина часів царя Олексія Михайловича)

Дружина (з 7 квітня 1868) — княжна Марія Михайлівна Стурдза (1849-21.02.1905), дочка молдовського господаря Михайла Стурдзи від його шлюбу з Смарандой Вогоріде. За словами сучасниці, в 17 років княжна Стурдза була дуже непоганою дівчиною, незважаючи на «умисне спотворення її матір'ю», яка нібито терпіти її не могла і дуже гнобила. Шлюб її, укладений в Парижі, не був щасливим.
У 1886 діяльна княгиня Горчакова затіяла розлучення і добилася його через свої фанаріотські зв'язки. При цьому за грамотою на розлучини вона звернулася безпосередньо до константинопольського патріарха Іоакима IV, що Священний Синод визнав втручанням в свої справи. Хоча Костянтин Побєдоносцев відправив до Стамбула ноту протесту, розлучення було дано. Отримавши довгоочікувану свободу, Марія Михайлівна проживала в Парижі або на своїй віллі в Сорренто, де приймала багатьох високопоставлених гостей і дипломатів. Померла від туберкульозу в Монте-Карло, похована в Баден-Бадені. діти:
- Марія (03.07.1871[6] -1924), фрейліна двору (01.04.1890); перший чоловік князь Олексій Олександрович Кудашев[7] (1861—1901); другий чоловік — публіцист правого спрямування Олександр Миколайович Брянчанінов (1874—1960). Після революції поїхала з дочками до Франції. Одна з них, княгиня Путятіна, прийняла постриг і повернулася в Москву, де була зведена патріархом Алексієм I в сан ігумені.
- Олена (1873—1948), фрейліна двору (01.01.1893), в 1901 році в Римі вінчалася з дипломатом Василем Васильовичем Солдатенковим (1879—1944). Він захоплювався спортом, витрачав величезні кошти на автомобілі та один з них назвав «Ліна» на честь красуні Ліни Кавальєрі, яку раніше підкорив. «Жінки сходили по ньому з розуму, — згадував Фелікс Юсупов, — він був розумний, спортивний, чарівний». Шлюб не був вдалим і в 1913 закінчився розлученням.
- Олександр (1875—1916), ротмістр, переяславський повітовий предводитель дворянства. Помер в Петрограді від ран, отриманих на фронті Першої світової війни.
- Борис (01.06.1879, Карлсруе — 10.11.1900), помер в Гардоні від туберкульозу.
- Михайло (1880—1961), камер-юнкер, монархічний діяч еміграції, колекціонер; одружений (з 24 листопада 1907; Париж)[8] на графині Наталії Стенбок (1880—1939?), розлученій дружині П. М. Стенбока і дочки мільйонера ПавлаХаритоненко, спадкоємиці садиби Наталівка.